# Спорт в Тольятти

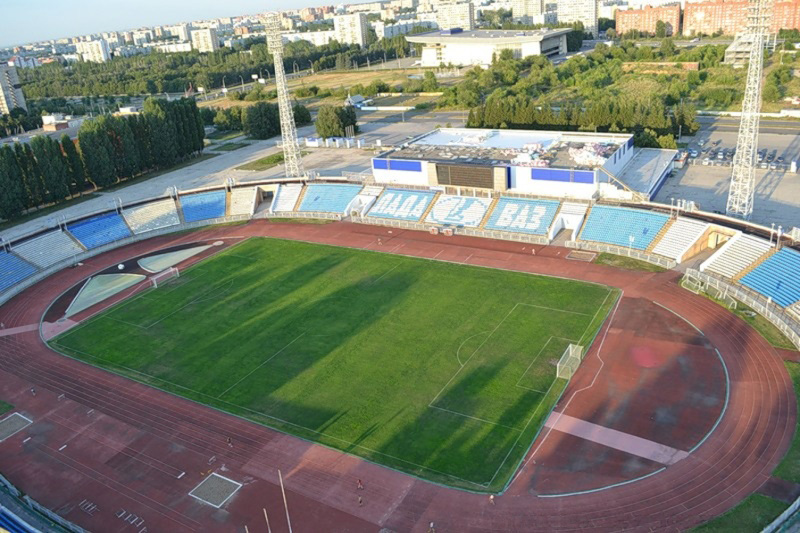
Стадион «Торпедо»

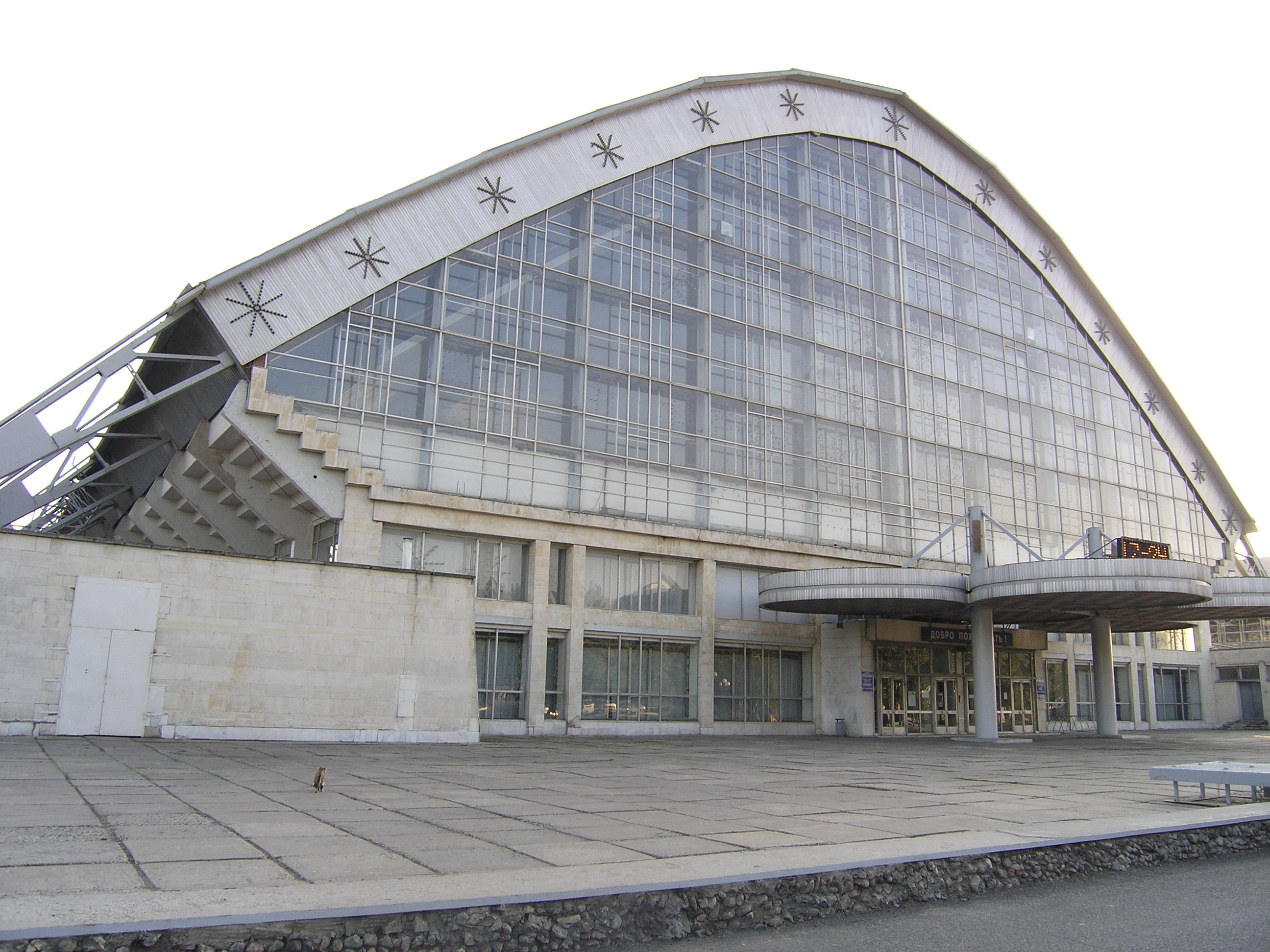
Универсальный спортивный комплекс «Олимп»

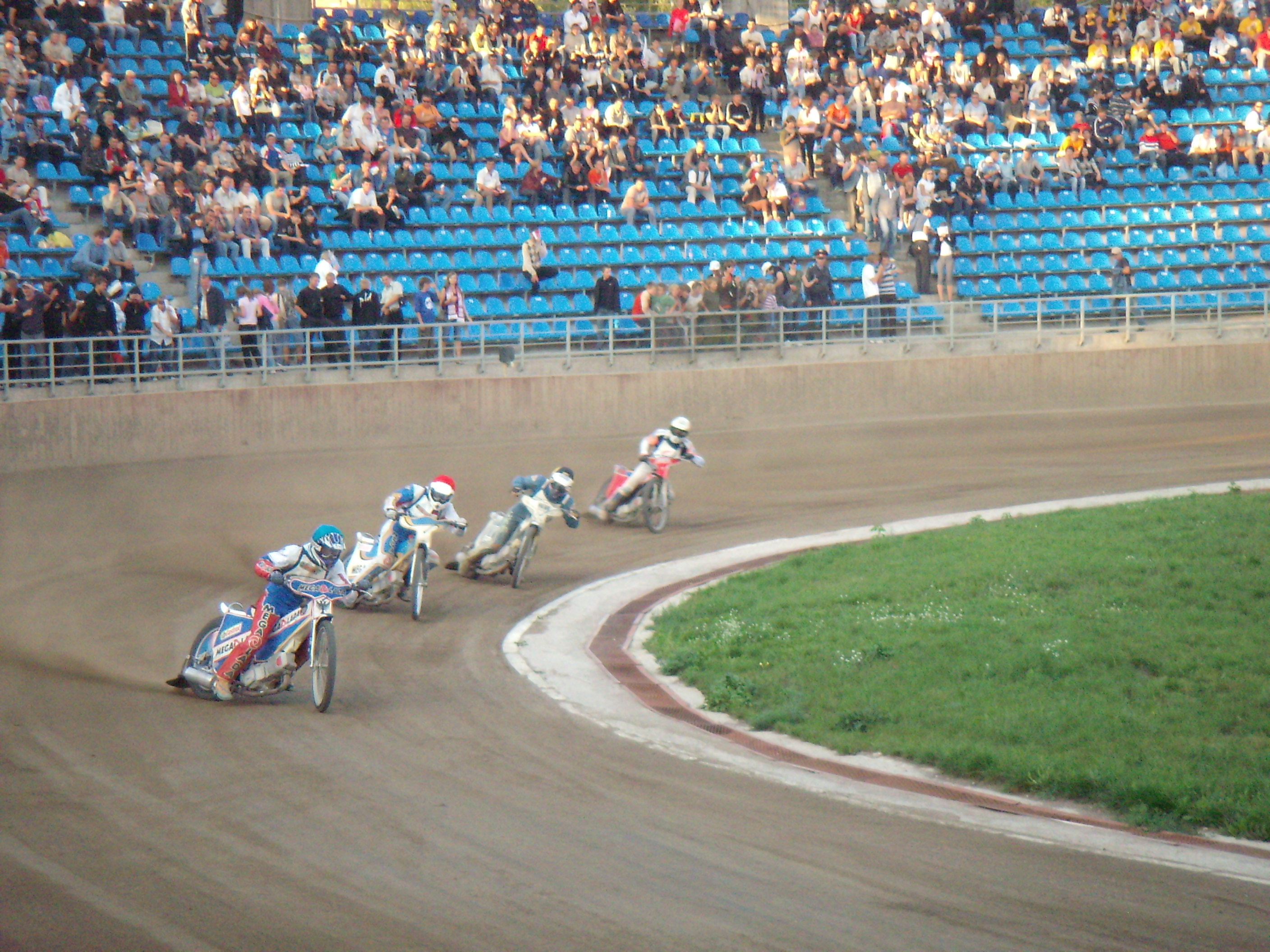
Гонщики Мега-Лады лидируют в заезде

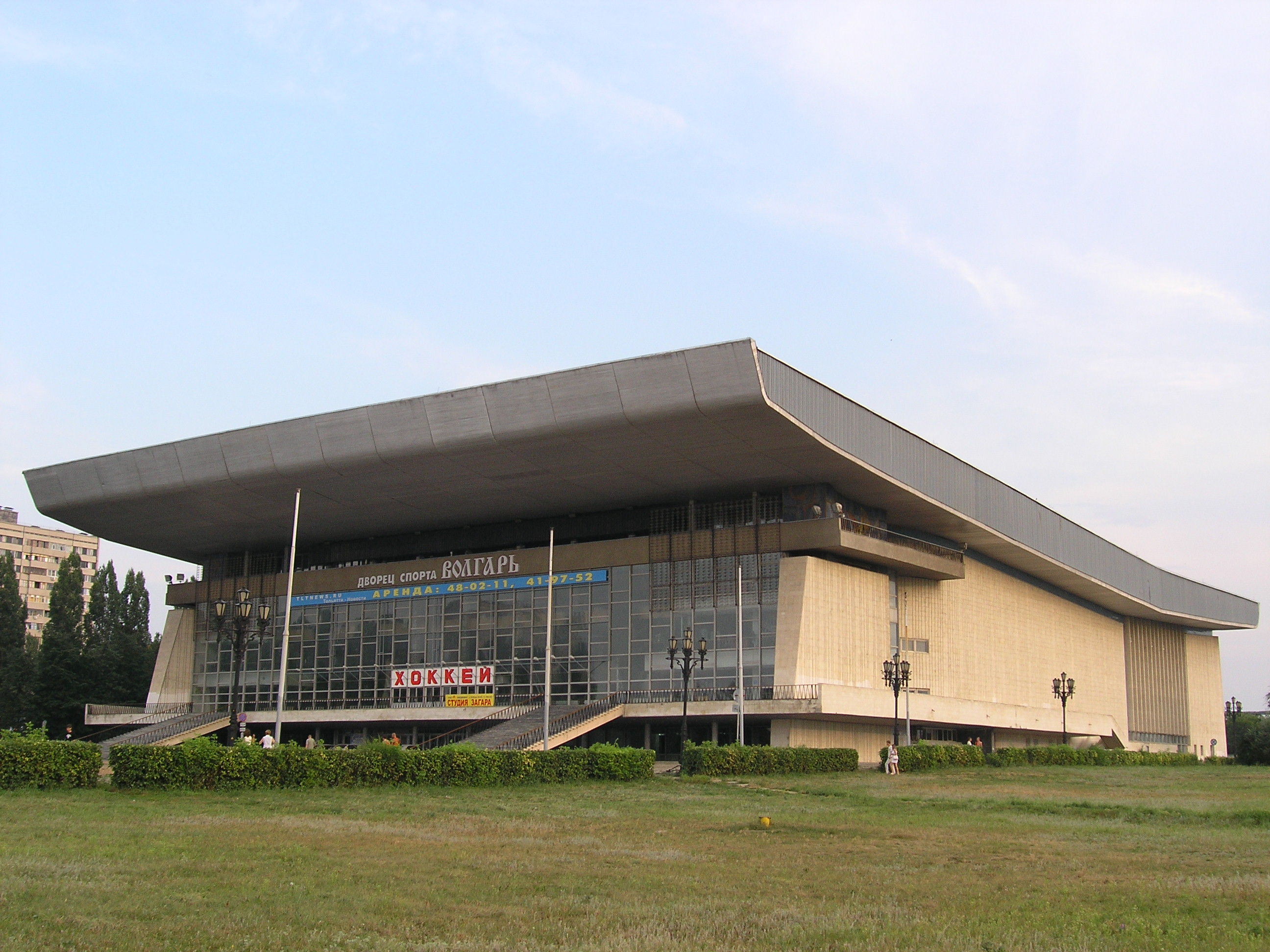
Дворец спорта «Волгарь»

Тольятти — город с относительно молодой спортивной историей, но с уже сложившимися спортивными традициями, профессиональными командами и спортсменами мирового уровня.

## История
Местные краеведы не находят никаких упоминаний о занятиях горожанами спортом вплоть до начала 50-х годов XX века. Тогда в городе появилось сразу два спортивных общества «Труд» и «Энергия», последнее было ведущим спортобществом города до конца 1950-х годов.
Центром спортивной жизни Тольятти был местный стадион, вокруг которого при строительстве ГЭС были построены трибуны. На стадионе проводились не только спортивные соревнования, но и концерты и выступления артистов. При переносе города трибуны разобрали, перенесли на новое место и поставили на месте будущего стадиона «Труд».
В связи со строительством Жигулёвской ГЭС и ростом населения города количество спортивных команд и клубов в городе растёт. Одних футбольных команд в 1956 году насчитывалось 26. С 1952 года на всех стадионах города зимой стали заливать катки, что позволяло населению массово заниматься катанием на коньках и хоккеем (раньше приходилось использовать лёд на ближайших к городу озёрах).

## Спорт в современной жизни города
После переноса на новое место застройка города изначально включала в себя целый ряд спортивных объектов различного предназначения и хотя не все из них на сегодня являются действующими можно сказать, что город обладает весьма развитой спортивной инфраструктурой, а его спортсмены известны не только в российском, но и международном масштабе.
Любительский спорт в городе тоже находится не на последнем месте: ежегодно проводится более четырёхсот спортивных мероприятий, в которых участвует в общей сложности более 100 000 человек всех возрастов. Постоянно спортом занимается более 55 000 человек, что составляет немногим больше 7 % от всего населения города, среди детей и юношей пропорция несколько иная: почти 40 % из них занимается спортом.
В Тольятти культивируются 60 видов спорта, наиболее массовые среди них футбол, баскетбол (оба более 6000 человек), волейбол (около 4500), плавание (3400), гандбол (3300). Действует 26 учреждений дополнительного образования спортивной направленности по 34 видам спорта. Спортивные клубы города освобождены от арендной платы за муниципальные помещения.

## Виды спорта, культивируемые в Тольятти
Далее рассматриваются основные виды спорта в Тольятти, для каждого из которых приводятся имена наиболее выдающихся представителей и описываются важные спортивные объекты. Последовательность изложения видов спорта не зависит от их значимости и масштабности. Сначала по алфавиту описаны Олимпийские виды спорта, далее неолимпийские.

### Баскетбол
Баскетбол — спорт сравнительно молодой для города. Первые профессиональные команды появились в городе только в начале 2000-х годов.

#### Чемпионат России
Команда «Тольятти» была создана в 2001 году, выступала в высшей лиге «А» российского чемпионата. Её тренером стал Владимир Трунов, который после конфликта с руководством клуба был отправлен в отставку. В 2004 году Трунов создал ещё одну профессиональную команду «Стандарт», которая стала победителем первой лиги чемпионата страны. После успешной игры продемонстрированной «Стандартом» городские власти решили сократить по финансовым соображениям одну из команд и БК «Тольятти» был распущен. «Стандарт» благодаря спонсорскому взносу миновал высшую лигу и в 2004 году был заявлен сразу для участия в Суперлиге «Б».
В 2006 году клуб перешёл в Суперлигу «А», однако в городе не оказалось площадки для проведения игр, соответствующей требованиям высшего дивизиона чемпионата страны. Было принято решение изменить название клуба на «Стандарт-Самарская область» и в качестве домашней арены использовать площадку в городе Самаре. Таким образом команда уехала из Тольятти.
В 2007/2008 годах в чемпионате России по баскетболу среди мужских команд высшей лиги «Б» выступал ещё один тольяттинский клуб «СДЮСШОР». Команда заявлена для участия в чемпионате как любительская, её игроки — студенты городских вузов. Домашней ареной команды является спортивный комплекс «Акробат» — одно из крупнейших спортивных сооружений Центрального района города. В дебютном для себя сезоне 2007/2008 команда заняла предпоследнее 9-е место.

#### Любительский
Для любителей начиная с 2006 года проводится фестиваль стритбола (уличного баскетбола), пользующийся достаточной популярностью среди горожан, так в 2007 году в фестивале приняло участие 627 команд, в каждую из которых входило 4 человека.
Также проводятся чемпионаты города среди мужских и среди студенческих команд.

#### Детский баскетбол
Подготовкой молодых спортсменов в городе занимаются две детско-юношеские спортивные школы, в том числе специализированная СДЮСШОР «Баскетбол», из их выпускников и составлена команда «СДЮСШОР».
В декабре 2007 года в городе состоялся первый детский фестиваль баскетбола «Жигули-баскет». В нём приняло участие 36 команд из 21 города России. Участвовали юноши 1992, 1993 и 1994 года рождения, а также девушки 1994 года рождения. Планируется сделать фестиваль регулярным.

### Бокс
Тольяттинская школа бокса подготовила ряд спортсменов российского уровня. Некоторым удалось добиться успехов и на международных аренах. Дэви Гогия — стал чемпионом Европы, но не смог отстоять титул.
Уже двенадцать лет в ранге отборочного турнира чемпионата России в Тольятти проводится турнир по боксу памяти братьев Герасимовых.
Подготовкой спортсменов занимается десять различных спортивных школ.

### Вольная борьба
В городе начиная с 2002 года ежегодно проводится международный турнир по вольной борьбе памяти Ивана Самылина, основавшего в Тольятти в 1968 году первую в Куйбышевской области школу вольной борьбы. В турнире принимают участие до трёхсот спортсменов из различных регионов России, а также стран СНГ.

### Велоспорт
В городе подготовкой велогонщиков занимается три спортивных школы. Ряд тольяттинских гонщиков добились серьёзных успехов на международной арене.
Анатолий Яркин стал чемпионом летних Олимпийских игр 1980 года, чемпионом мира 1981 года. Марат Ганеев — бронзовый призёр летних Олимпийских игр 1988 года.
Алла Епифанова дважды представляла Россию на Олимпийских соревнованиях по маунтинбайку.
На чемпионате Европы по велоспорту на шоссе среди инвалидов по слуху в 2008 году Кирилл Пестов завоевал серебряную медаль в индивидуальной гонке, а Дмитрий Калинкин стал бронзовым призёром в гонке-критериум.

### Водный спорт

#### Плавание
Тольяттинские пловцы в основном добиваются результатов в соревнованиях юношей и ветеранов.

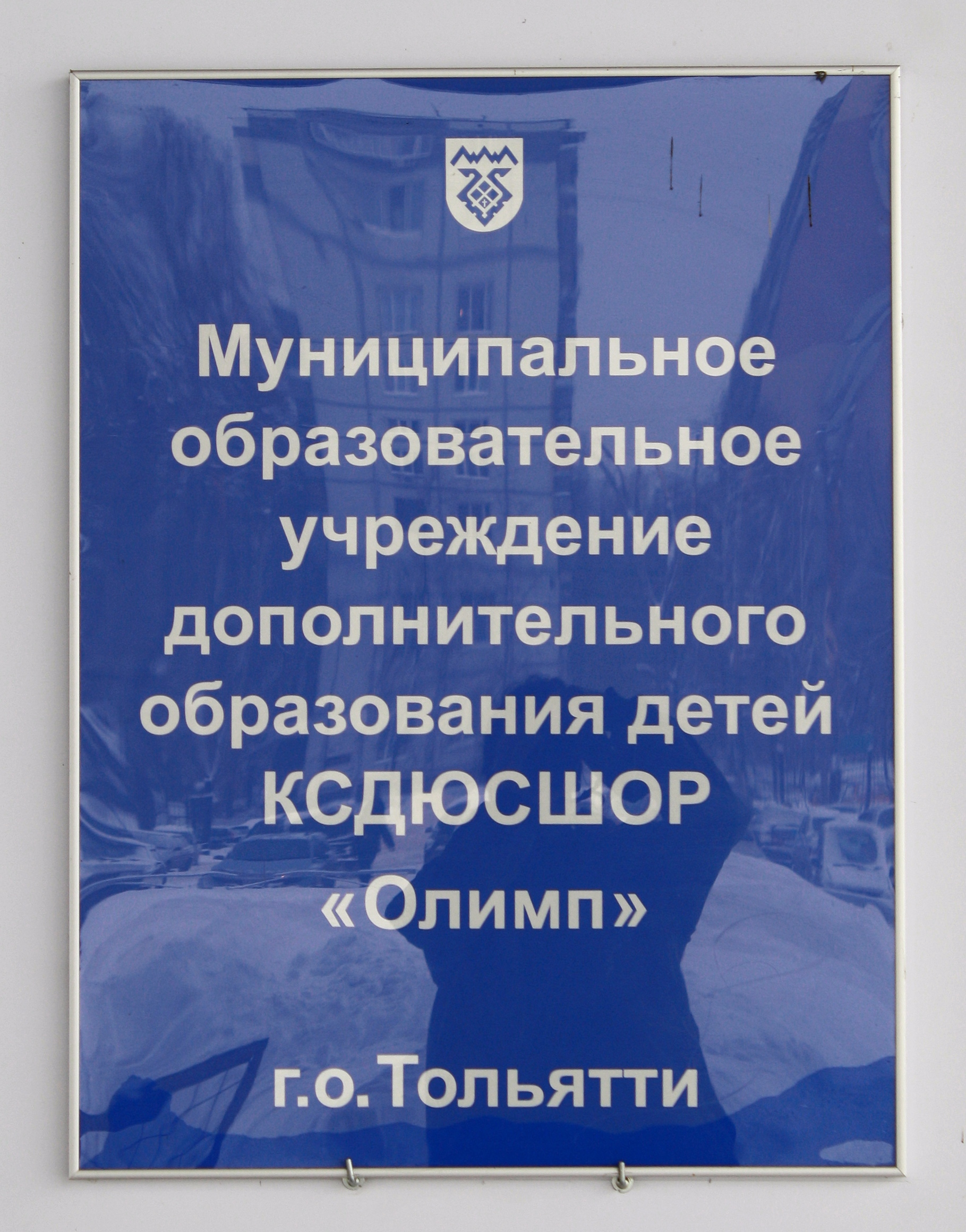
Вывеска спортшколы Олимп, входят следующие отделения: гандбол, плавание, прыжки в воду, спортивная гимнастика, художественная гимнастика

В 2008 году на чемпионате России среди ветеранов сразу две пловчихи завоевали медали: Алла Московская (40-44 года) бронза (400 м комплексным плаванием), серебро (50 м баттерфляем), Ирина Стрельникова (45-49 лет) — бронза (50 м на спине)
Никита Есауленко на первенстве России 2008 года завоевал в эстафетах золотую, серебряную и бронзовую медали. Александра Пичугина стала третьей на дистанции 50 метров баттерфляем.

#### Прыжки в воду
В 2007 году на Кубке России по прыжкам в воду тольяттинская спортсменка Анна Лоозе дважды победила на метровом и трёхметровом трамплинах и стала второй в синхронных прыжках, как и ещё одна тольяттинка Юлия Лохмина

#### Парусный спорт

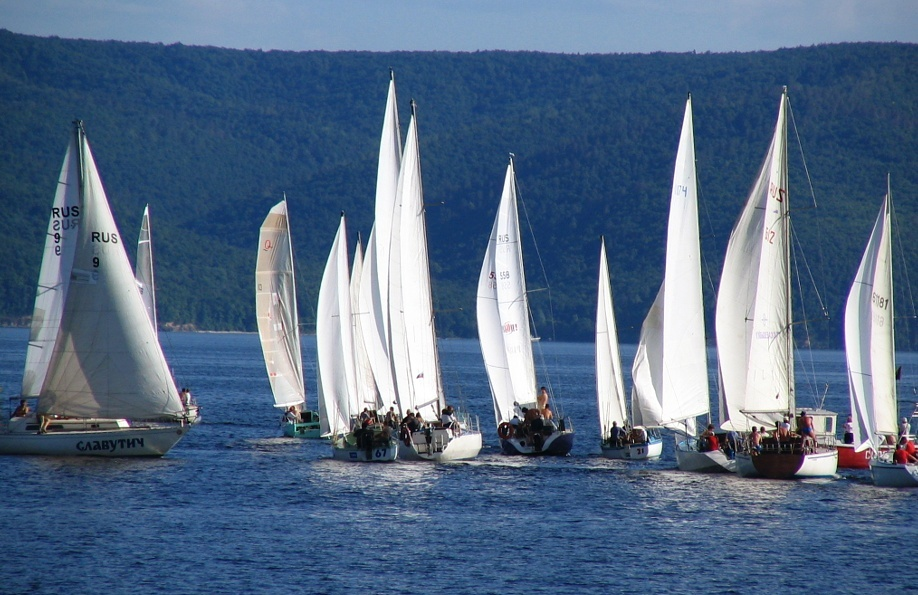
На Волге

Это один из старейших культивируемых видов спорта в Тольятти. Первые самодельные яхты спускались на воду ещё в процессе заполнения Волжского водохранилища. Тогда же был создан парусный клуб при тресте «Куйбышевгидрострой». 23 августа 1951 года после церемонии открытия яхт-клуба стройки 5 яхт отправились в поход до Сталинграда. Первая регата в городе прошла в 1958 году.
При строительстве новых заводов в городе появлялись и новые яхт-клубы. В 1980 году открылась школа высшего спортивного мастерства с отделением парусного спорта.
За историю парусного спорта в Тольятти множество спортсменов добивалось успехов на соревнованиях всесоюзного и всероссийского уровней. Наибольших успехов добились Юрий Коновалов, Игорь Малетин и Анастасия Малетина (все — представители яхт-клуба «Дружба»). Юрий Коновалов на катамаране «Торнадо» становился чемпионом Европы и мира, участвовал в трёх олимпийских играх. Игорь Малетин выступал в классе «Финн», стал заслуженным тренером России, воспитавшим более 30 членов сборной страны, в том числе и дочь, Анастасию Малетину, защищавшую спортивную честь России и Тольятти на летних Олимпийских играх 2008 года в классе «Лазер Радиал», а до этого выигрывавшей чемпионаты страны и Кубок Европы. Организатором парусного спорта был менеджер высшего звена «Куйбышевазот» Дмитрий Кульбицкий (1945—2014).
Ежегодно в акватории Жигулёвского моря проводится парусная регата «Кубок Волги». Чемпионаты России в некоторых классах яхт также регулярно проводятся в Тольятти.
В городе действует несколько яхт-клубов: «Дружба», «Химик», «Чайка», «Искра», «Остров Сокровищ», которые после финансового кризиса начала 1990-х годов вновь открыты для желающих научиться ходить под парусом. В финансировании яхт-клуба «Химик» принимает участие и муниципалитет, что позволяет часть детей обучать бесплатно.

#### Гребля академическая
На чемпионате Европы в гонках на лодках «Дракон» тольяттинские спортсменки Елена Исхакова и Ольга Ермакова завоевали в составе сборной России по 2 серебряные медали.

#### Гребля на байдарках и каноэ
История развития гребного спорта в Тольятти начинается в 1969 году. Через четыре года был подготовлен первый мастер спорта СССР, тогда же началось строительство гребной базы. В 1979 году открылась специализированная детско-юношеская спортивная школа по гребле на байдарках и каноэ.
Всего водно-спортивным комплексом «АвтоВАЗа» был подготовлен 1 заслуженный мастер спорта, 7 мастеров спорта международного класса, 58 мастеров спорта СССР и России.
Наибольших успехов среди тольяттинских гребцов добились:
- Игорь Богданов — член сборной команды СССР 1980 года, победитель международных соревнований «Дружба» и «Пловдивская регата»;
- Андрей Вербицкий — призёр молодёжных игр Советского Союза 1989 года, чемпион СССР 1990 года, победитель международных соревнований «Пловдивская регата»;
- Олег Грошев — призёр молодёжных игр Советского Союза 1989 года, чемпион СССР 1990 года;
- Алексей Волков — чемпион СССР 1990 года, призёр молодёжных игр Советского Союза 1989 года;
- Вячеслав Первов — бронзовый призёр чемпионата СССР 1984 года;
- Владимир Востриков — серебряный призёр первенства мира, победитель международных соревнований «Дружба»;
- Виталий Степанов — бронзовый призёр чемпионата СССР 1989 года;
- Виталий Ганькин — серебряный и бронзовый призёр чемпионата мира 1999 года, дважды чемпион Европы 1999 года, обладатель 7 медалей чемпионата России 1999 года;
- Мария Ерыбашева — чемпионка России 2001 года.

Современное поколение спортсменов также не остаётся без наград: в первенстве России по гребле на байдарке и каноэ 2006 года байдарочник Алексей Малюгин занял два вторых (1000 м одиночкой и 1000 м в паре) и третье (500 м одиночкой) места. Кирилл Гуляков также занял два вторых места (1000 м байдарка-двойка и 5000 м байдарка-одиночка).
Даже после окончания спортивной карьеры многие известные в прошлом спортсмены участвуют в ветеранских соревнованиях: На Олимпийских играх среди ветеранов в 2002 году в Австралии Игорь Богданов завоевал 4 золотые и 1 серебряную медали, а Юрий Аверьянов золотую и серебряную.
В настоящее время в школе подготовкой спортсменов занимаются 2 заслуженных тренера России и 5 тренеров высшей категории. Всего же обучается примерно 250 детей. Однако существующие технические постройки гребной базы уже не соответствуют современным требованиям, существуют проблемы с инвентарём.

### Волейбол
Профессиональный волейбольных команд в городе нет, но для любителей управление физической культуры и спорта мэрии Тольятти в 2008 году провёл уже второй турнир «Мяч над сеткой», в котором приняло участие 111 команд.

### Гандбол
Женская гандбольная команда «Лада» — одна из самых титулованных городских команд. На её счету шесть титулов чемпиона России (2002, 2003, 2004, 2005, 2006, 2008), две серебряные медали чемпионата (2002, 2007), победа в кубке обладателей кубков европейских стран 2002 года и кубке России 2006 года.
Ещё две команды клуба «Лада-2» и «Лада-3» успешно готовят смену основной команде, хотя и сами добились успехов: «Лада-2» как и «Лада» выступает в Суперлиге, а «Лада-3» в высшей лиге чемпионата России.
Многие тольяттинские спортсменки всех возрастов в рядах сборной России побеждали в соревнованиях самого высокого уровня:
- Чемпионки Европы:
  - Юниоры — Екатерина Сипатова, Оксана Королёва, Ирина Близнова, Екатерина Веткова, Александра Колокольцева, Татьяна Парфёнова
  - Молодёжь — Екатерина Сипатова, Оксана Королёва, Елена Чаплина
- Чемпионки мира:
  - Юниоры — Екатерина Ильина, Ольга Лузинова, Снежана Махнёва, Дарья Мочалова, Ирина Никитина
  - Молодёжь — Оксана Королёва, Елена Чаплина, Ирина Близнова, Полина Вяхирева, Александра Колокольцева, Татьяна Парфёнова
  - Наталья Гончарова, Анна Кареева, Елена Паршкова, Ирина Полторацкая, Оксана Роменская, Инна Суслина, Мария Сидорова, Полина Вяхирева, Людмила Постнова, Наталья Шипилова, Екатерина Маренникова, Ирина Близнова, Надежда Муравьёва.
- обладательницы Кубка мира:
  - Людмила Постнова, Мария Сидорова и Екатерина Маренникова, Ирина Близнова.

Ирина Близнова, Мария Сидорова, Людмила Постнова и Екатерина Маренникова на летних Олимпийских играх 2008 года завоевали серебряные награды.
При таком обилии наград и званий популярность гандбола в городе очень высока: в специализированной ДЮСШ олимпийского резерва № 2 «Гандбол» занимается до 1300 человек и поток желающих записаться не ослабевает.
Свои игры «Лады» проводят на арене универсального спортивного комплекса «Олимп» вместимостью до 2800 зрителей. Арена отвечает всем мировым стандартам: в 2003 году в Тольятти проходил чемпионат Европы среди девушек. Из-за перегруженности арены некоторые игры проводятся в СК «Акробат».
В Тольятти уже несколько лет летом проводится Международный детский фестиваль гандбола — относительно новая традиция, но бурно развивающаяся, также пользующуюся популярностью у горожан.

### Спортивная гимнастика
Самых больших высот из тольяттинских спортсменов достиг гимнаст Алексей Немов — четырёхкратный Олимпийский чемпион и обладатель множества других спортивных наград, кавалер ордена Мужества и ордена «За заслуги перед Отечеством».

### Дзюдо
В городе существует две детские школы, занимающиеся подготовкой дзюдоистов. Однако первые достижения появились после открытия спортивного комплекса «Гранит» в Жигулёвском море в 2006 году, который стал главной тренировочной базой детского оздоровительно-образовательного центра «Гранит», специализирующегося на дзюдо и других единоборствах.
Тольяттинские спортсмены успели отличиться в детских соревнованиях по дзюдо: в 2007 на чемпионате России среди учащихся 1993—1994 годов рождения Никита Подковальников занял третье место. В 2008 году на чемпионате страны среди спортсменов 1990—1992 годов рождения Юлия Кузьмяк стала победительницей, а Евгений Кушнир и Ксения Волкова серебряными призёрами в своих весовых категориях.
Кроме того в СК «Гранит», который прозвали меккой дзюдо с момента его открытия проводятся крупнейшие соревнования страны по дзюдо: чемпионат МВД России, чемпионат и первенство Приволжского федерального округа, чемпионат Центрального совета ВФСО «Динамо», ежегодный всероссийский мастерский турнир по дзюдо класса «А» на призы Управления физической культуры и спорта мэрии Тольятти, в которых приняли участие сотни спортсменов из разных городов России и стран СНГ.

### Конный спорт
Конный спорт в Тольятти представлен несколькими частными конюшнями (на Жигулёвском море, в Подстёпках и Хрящёвке), которые на коммерческой основе проводят обучение горожан.

### Лёгкая атлетика
Лёгкая атлетика высокого уровня в Тольятти представлена в основном марафонскими бегуньями, многие из которых выигрывали забеги мирового уровня. Ирина Тимофеева принимала участие в марафоне на летних Олимпийских играх 2008 года, где завоевала почётное седьмое место.
В других видах лёгкой атлетики тольяттинские спортсмены представлены меньше, но тоже добивались успехов. Бегунья Елена Моталова в 1999 году дважды установила рекорд мира в беге на 3000 м с препятствиями: 9:56,6, а затем 9:48,88.
Ежегодно проводится легкоатлетическая эстафета, посвящённая Дню Победы. В последние годы количество участников составляет около полутора тысяч человек.

### Лыжный спорт
Лыжный спорт весьма популярен в Тольятти. Официальные лыжные соревнования между командами различных учреждений проводились впервые ещё в 1951 году.
В 1973 году в городе появилась детско-юношеская спортивная школа, которая в 1979 году стала школой олимпийского резерва. Всего школой подготовлено три мастера спорта международного класса, 36 мастеров спорта СССР, более 10 мастеров спорта России и более 50 кандидатов мастера спорта, а также около 400 перворазрядников.
Сегодня тольяттинский лыжный марафон является одним из этапов Суперкубка России по лыжным марафонам. В 2008 году он прошёл уже в 21 раз. Также город является одним из участников акции «Лыжня России», в 2008 году в забеге приняло участие более 12 тысяч лыжников.
Как и во многих других видах спорта, в лыжных гонках Тольятти известен своими ветеранами. Самым известным является участник Великой Отечественной войны Аркадий Тупицин 1926 года рождения, неоднократный чемпион России, чемпион мира 2007 года
Городской центр «Спин-Спорт» проводит региональные соревнования по горнолыжному спорту на собственных трассах. В комплексе имеется учебная трасса длиной 200 метров и основная длиной 750 метров и перепадом высот до 70 метров. Работает детская горнолыжная школа, где занимаются дети от 5 до 12 лет.

### Пулевая стрельба,стендовая стрельба
В Тольятти действует стрелковый комплекс «Ловчий плюс», где можно заниматься стрельбой. На базе комплекса регулярно проводится кубок города по стендовой стрельбе.
Успехи тольяттинских стрелков относительно других видов спорта скромные, но всё равно присутствуют: в 2003 году на лично-командном чемпионате России по дуплетной стрельбе команда «Тольятти спортинг» заняла первое место, а её член А. Иванов и первое место в личном зачёте.

### Теннис
Теннис — ещё один из молодых для Тольятти видов спорта. Развитие тенниса началось в 1998 году, когда открылся теннисный комплекс «Тольятти Теннис Центр». Сегодня этот центр представляет собой сооружение, полностью соответствующее мировым стандартам, состоящее из 8 крытых кортов с покрытием «хард» с трибунами на 500 мест, а также 8 открытых кортов: 3 с грунтовым покрытием с автономной системой полива и трибунами на 200 мест, 4 корта с покрытием «хард» и трибунами на 450 мест и центральный корт с покрытием «хард» и трибунами на 3000 мест.
В 1999 году СК «Тольятти Теннис Центр» стал лауреатом национальной теннисной премии «Русский Кубок» в номинации «Лучший региональный теннисный клуб», в 2006 году — премией Банка Москвы в номинации «За лучшую организацию региональных теннисных мероприятий», в 2008 году центр стал лауреатом конкурса в честь 100-летия Федерации тенниса России в номинации «Лучшая спортивная база при проведении международных и всероссийских соревнований по теннису», а также получил ещё ряд наград различного уровня.
На базе центра постоянно проводятся соревнования самого различного уровня, в том числе 26 международных турнира, 20 первенств и чемпионатов РФ, турниров Кубка РТТ, и много других. Три раза проводился турнир «Большая Шляпа» с участием известных политиков и артистов России.
В 2000 году был создан теннисный клуб «Тольятти Теннис Центр», а в 2001 годы была создана Тольяттинская Теннисная Лига. С 2004 году появилась муниципальная СДЮШОР «Теннис», ученики которой имеют возможность проводить свои тренировки на базе «Тольятти Теннис Центра». За время своего существования воспитанники школы 19 раз становились победителями и призёрами чемпионата и первенства России в разных возрастах, становились победителями и призёрами различных международных соревнований. Всего подготовлено 5 мастеров спорта России, 3 кандидата в мастера спорта, 13 спортсменов I разряда, более 100 спортсменов массовых разрядов.
В 2006 году в городе появился ещё один теннисный центр международного уровня. «АвтоградТеннисЦентр-2002» — теннисный центр, названный в честь победы сборной России в кубке Дэвиса в 2002 году. В центре имеется 6 закрытых кортов с покрытием «хард» с покрытием снижающим травмоопасность, 5 кортов с «хард» и два открытых грунтовых корта.
6 центральных кортов центра названы в честь российских теннисистов: Евгения Кафельникова, Марата Сафина, Михаила Южного, А. Чеснокова, Д. Торсунова, А. Метревели. Также при центре действует музей тенниса с рядом интересных любителям тенниса экспонатов.

### Триатлон
Первые соревнования по триатлону в Тольятти проводились в 1988 году. Тогда на старт вышло всего пять участников. Со временем триатлон стал пользоваться куда большей популярность. Спортивный клуб ОАО «АвтоВАЗ» включил триатлон в план спортивных мероприятий завода. Начиная с 1993 года проводится открытый чемпионат города по триатлону. В 1995 и 1997 годах в Тольятти проводился чемпионат России.

### Тхэквондо
Тхэквондо — один из самых популярных видов восточных единоборств в городе. Свою историю развитие тхэквондо в Тольятти ведёт с 1995 года, когда в городе появилась городская федерация по этому виду спорта. Также появились клубы «СОНМИН», «Торнадо», «Титан», «Лада». Сегодня в них занимаются примерно 500 человек. Центр олимпийского тхэквондо «СОНМИН» является крупнейшим в Самарской области, в ней занимается примерно 200 учеников, в том числе и дети с ограничениями по медицинским показаниям.
Ежегодно проводятся открытый Кубок Тольятти по олимпийскому тхэквондо (версия ВТФ) среди юношей и девушек, юниоров и юниорок.

### Тяжёлая атлетика
Городские тяжелоатлеты в основном проявляют себя лишь в соревнованиях ветеранов, однако Тольятти остаётся одним из центров тяжёлой атлетики в стране. Об этом говорят турниры, проводящиеся в городе.
В 2008 году проводился XIII чемпионат России по тяжёлой атлетике среди ветеранов. В ноябре 2008 состоятся соревнования в рамках XIII Кубка России и VI Кубка СНГ.
В 2009 году город принял у себя XIV чемпионат России в марте и чемпионат Европы в мае. (Все соревнования среди ветеранов).

### Фехтование
В Тольятти действует единственная в области школа, обучающая фехтованию на саблях. Всего обучается около 30-40 человек. Ученики школы «Союз» не раз становились призёрами всероссийских и российских открытых турниров, участвовали в Первой летней российской спартакиаде (Казань-2003), в Международных спортивных юношеских играх стран СНГ, Балтии и регионов России (Москва-2002).

### Фигурное катание
Тольяттинец Максим Шабалин в паре с Оксаной Домниной из Подмосковья стали чемпионами Европы-2008 в танцах на льду. Эта пара также участвовала на Олимпийских играх в Турине.

### Футбол

#### Мужской
Большой футбол в Тольятти появился в 1964 году, когда созданная команда «Труд» завода Волгоцеммаш завоевала право играть в чемпионате СССР в классе «Б». Команда провела три сезона в Чемпионате СССР и Кубке страны, после чего «Труд» был переименован в футбольный клуб «Химик». Тогда игры проводились на стадионе «Труд».
В 1970 году в городе появилась команда «Торпедо», созданная слиянием «Химика» и «Металлурга» из Куйбышева. В 1989 году команду переименовали в «Ладу».
Ныне футбольный клуб «Лада» играет во втором дивизионе чемпионата страны, хорошо зарекомендовал себя в кубковых матчах. В 2003 году ФК «Лада» играл в полуфинале Кубка России по футболу, победив последовательно трёх представителей Премьер-лиги («Торпедо-ЗИЛ», «Зенит», «Сатурн»). В 90-х годах клуб выступал в Премьер-лиге, однако из-за различных проблем с бюджетом, с тренерским составом, с переоборудованием стадиона клуб потерял свои позиции.
Базовой ареной клуба является стадион «Торпедо».
В 2008 году был образован ФК «Тольятти», в составе которого выступали воспитанники Академии футбола имени Юрия Коноплёва. «Тольятти» как и «Лада», выступала в зоне «Урал-Поволжье» второго дивизиона ПФЛ. В 2010 году ФК «Тольятти» перебазировался в одноимённый город и объединился с футбольным клубом «Академия». В 2015 году «Академия» объединилась с молодёжной командой футбольного клуба «Лада-Тольятти».
Начиная с 1965 года и по настоящее время, город Тольятти всегда был представлен профессиональной командой в каждом официальном сезоне отечественного футбола.
- «Труд» (1965—1968), «Химик» (1969)
- «Лада» (1970—2009)
- «Тольятти» (2008—2009)
- «Академия» (2010—2012)
- «Лада-Тольятти» (2012—2022)
- «Акрон» (2018—н. в.)

#### Женский
Женская футбольная команда «Лада» добилась куда больших успехов. Команда появилась в 1987 году, в 1990 году она была официально заявлена для участия в чемпионате страны, с 1994 года выступает в высшем дивизионе чемпионата России. За 14 лет команда завоевала титул чемпиона страны, трижды становилась серебряным призёром и один раз бронзовым, трижды завоёвывала Кубок России и побеждала на различных международных турнирах, в том числе Кубке Италии, добиралась до четвертьфинала Кубка УЕФА. Однако бюджетные проблемы связанные с «АвтоВАЗом», коснулись и женской команды, сегодня она выступает лишь в первом дивизионе. При клубе действует детская футбольная школа, в которой занимается примерно 100 девочек.
Базовой площадкой для женской команды является спорткомплекс «Спутник», построенный в 1991 году и состоящий из футбольного поля с искусственным покрытием и трибун на 2650 мест. Особенность покрытия поля позволяет проводить на нём матчи в том числе и по зимнему футболу.

#### Детский
Развитие детского футбола в Тольятти уникально. В городе действует одна из лучших в России спортивных школ «Академия футбола имени Юрия Коноплёва». В спорткомплексе «Академии» имеются крытый футбольный манеж с искусственным покрытием последнего поколения, три поля с естественным покрытием и шесть полей с искусственным покрытием, соответствующим европейским стандартам и позволяющим проводить матчи любого уровня, зал хореографии, тренажёрный зал, класс специальной футбольной подготовки, современный медико-диагностический и восстановительный центр. В «Академии» занимается около тысячи детей различного возраста, школьники получают полноценное образование в специальной средней школе. Иногородние и некоторые тольяттинские ученики проживают в пансионате «Академии». Обучение полностью бесплатное, но конкуренция за право учиться в «Академии» очень велика. Занимаются с учениками специально приглашённые тренеры со всей России. С 2008 года в «Академии» будет работать и известный голландский тренер Луи Колен.
За 4 года существования «Академии» выпустила 6 мастеров спорта, более 40 кандидатов в мастера, более 30 воспитанников вошли в составы юношеских сборных России. 6 игроков (Роман Савенков, Антон Власов, Денис Щербак, Игорь Горбатенко, Дмитрий Рыжов и Евгений Коротаев) команды Академии футбола имени Юрия Коноплёва «Крылья Советов-СОК» в 2006 году стали чемпионами Европы по футболу в составе юношеской сборной России. Команды «Академии» неоднократно побеждали в различных международных турнирах, в том числе заняли третье место на Кубке Мира 2007 года среди юношей 1992 года рождения, уступив «Барселоне» по пенальти.
После сезона 2007 года сразу четверо выпускников «Академии» перешли в команды Премьер-Лиги: Алан Дзагоев, Антон Власов и Дмитрий Рыжов — в ФК «ЦСКА», Игорь Горбатенко — в ФК «Спартак».
Воспитанники «Академии футбола имени Юрия Коноплёва» старших возрастов выступают за два профессиональных футбольных клуба, играющих во второй лиге: Это ФК «Академия» (г. Димитровград) и ФК «Тольятти» (г. Тольятти), формирующихся только из учеников Академии футбола имени Юрия Коноплёва и являющихся базой для приобретения игроками опыта во взрослом футболе.

#### Любительский
ТЛДФ — Тольяттинская Лига Дворового Футбола.
Турнир создан в декабре 2009 году.

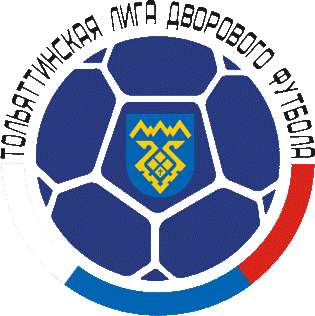
Тольяттинская Лига Дворового Футбола (ТЛДФ)

Участниками турнира являются жители города от 16 лет.
Турнир проводится по системе весна-осень. Протяжённость турнира более девяти месяцев, с перерывами.
Команды делятся на дивизионы.
В 1 сезоне (2010 г.) приняло участие около 30 команд.
Во 2 сезон (2011 г.) уже более 50 команд. Всего за сезон 2011 года было сыграно 628 игр.
Третий сезон стартует весной 2012 года, в нём примут участие около 60 команд. Общее количество участников лиги дворового футбола около 1000 человек. Люди проявляют все больший интерес к дворовому футболу, у команд появляются свои болельщики.
Ежегодно, помимо Чемпионата ТЛДФ, проводится ещё и Кубок ТЛДФ, так же лучшие команды ездят принимать участие в самарских соревнованиях.
В конце сезона проходит награждение победителей и лучших игроков лиги кубками, медалями и ценными призами.
Организатором турнира является АНО «ФанКлуб Спорт63»

### Хоккей

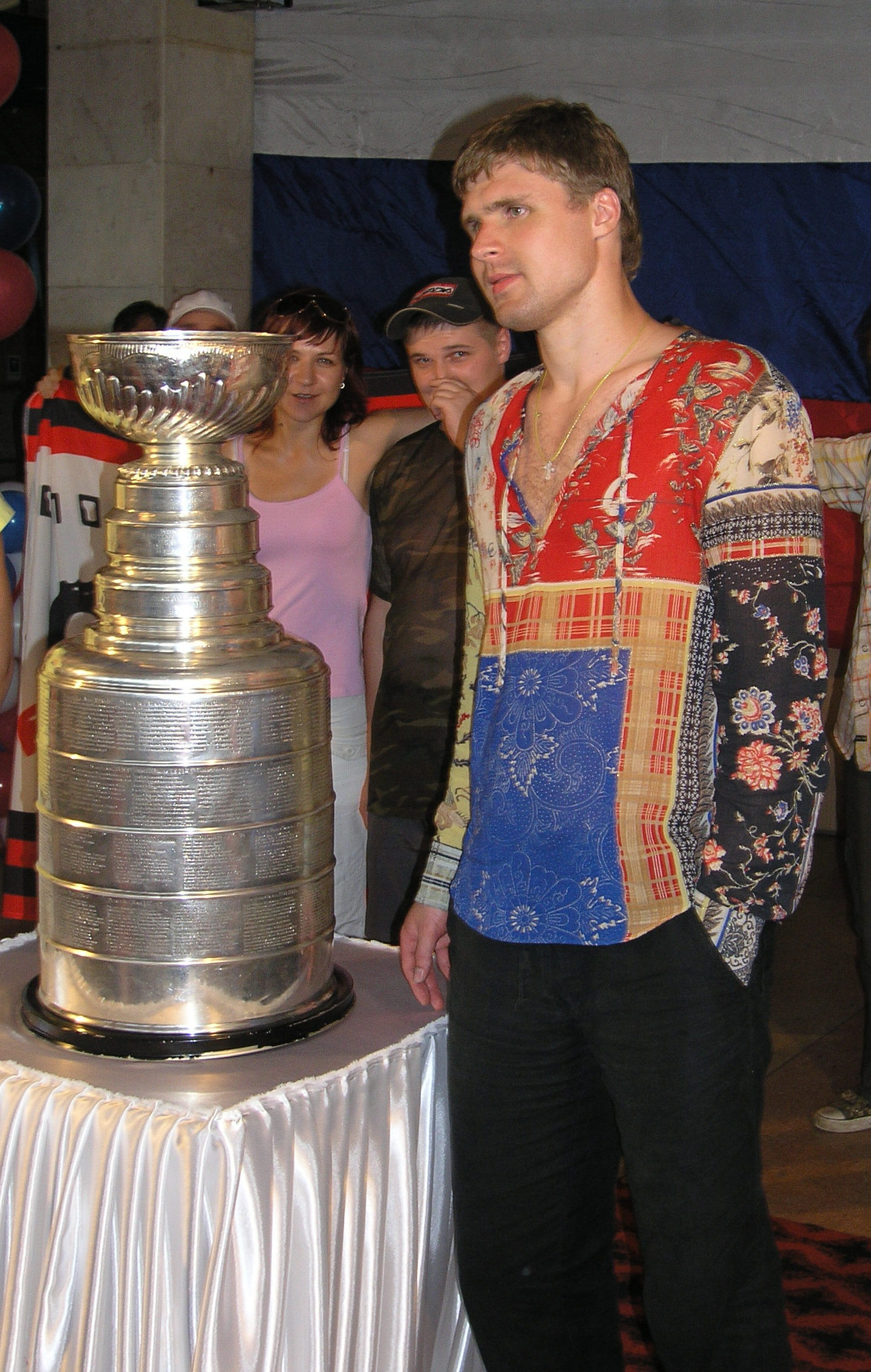
Воспитанник тольяттинского хоккея Илья Брызгалов с кубком Стэнли

- Хоккейная команда «Лада» — двукратный чемпион чемпионата России по хоккею с шайбой в сезонах 1994 и 1996 годов, обладатель Кубка Европы сезона 1996/97 годов, обладатель Континентального кубка 2006 года, обладатель Кубка МХЛ 1994 года.

В результате кризиса финансирования ХК «Лада» стал банкротом. Он не был допущен к участию КХЛ сезона 2010—2011 и выступает в Высшей Лиге чемпионата России.
Государственная корпорация «Ростехнологии» и Континентальная хоккейная лига уверены, что клубом пройдены самые трудные времена, желают тольяттинской «Ладе» спортивного счастья и ждут её скорейшего возвращения в КХЛ, — говорится в сообщении, распространённом (недоступная ссылка) пресс-службой «Ростехнологий».
Знаменитые воспитанники тольяттинского хоккея (Виктор Козлов, Василий Кошечкин, Дмитрий Воробьёв, Алексей Ковалёв, Илья Брызгалов и др.) не раз становились членами сборной России, чемпионами мира, пополняли ряды ведущих команд НХЛ и выигрывали Кубок Стэнли.

### Автоспорт
Тольятти — некогда являлся центром крупных спортивных автомобильных состязаний: по ралли, кольцевым гонкам, автокроссу. В городе проводились этапы чемпионата России по шоссейно-кольцевым гонкам. Ежегодно проводится гонка «Серебряная ладья», проводимая в третье воскресенье сентября, в День машиностроителя, на треке корпуса вспомогательных цехов (КВЦ) ОАО «АВТОВАЗ».
Планировалось строительство новейшей гоночной трассы LADA RING на базе испытательного полигона ОАО «АВТОВАЗ» в с. Сосновка, соответствующей всем мировым стандартам.
Однако после смены руководства на «АВТОВАЗе» и резкого сокращения финансирования пострадали не только клубные виды спорта, но даже и профильный для завода, но весьма затратный автоспорт. Фирменная команда «АВТОВАЗа» фактически не принимает участие в соревнованиях сильнейших гонщиков страны. Существующие трассы «Тольятти-ринг» и автодром КВЦ требуют ремонта и уже не соответствуют принятым в автоспорте нормам. На всё ещё порой проводящиеся гонки в городе почти не приезжают лучшие гонщики страны.
Даже этапы национальной гоночной серии LADA проводятся не в Тольятти. Фактически автоспорт в городе находится в глубоком кризисе.

### Гольф
В 2004 году в Тольятти прошёл всероссийский турнир по гольфу на льду. Тогда же началось строительство полей для гольфа. Однако после смерти главного городского энтузиаста гольфа дело застопорилось: сооружение полей остановилось, школа юного гольфиста распалась.
Тольяттинские спортсмены принимают участие и побеждают в российских и некоторых международных соревнованиях однако места для тренировок в самом городе у них нет. Имеется лишь две небольшие площадки для мини-гольфа.

### Спортивная акробатика
Тольятти — всероссийский центр спортивной акробатики. Именно в этом виде спорта больше всего тольяттинцев стали чемпионами мира.
Впечатляюще выглядят достижения воспитанников Виталия Гройсмана — заслуженного тренера СССР и России, почётного гражданина города, подготовившего 30 чемпионов мира и Европы по акробатике и прыжкам на батуте, которые завоевали 175 золотых медалей.
Уровень турниров по спортивной акробатике проводимых в Тольятти также весьма значителен. В 2008 году проводился Кубок России по прыжкам на батуте, акробатической дорожке и двойном мини-трампе. Также в сентябре 2008 года Тольятти состоялся финал Кубка мира по прыжкам на батуте и акробатической дорожке с участием призёров летних Олимпийских игр 2008 года.

### Альпинизм
История организованного альпинизма в Тольятти начинается в 1959 году когда Бенкин В. С. организует областную команду. В 1961 году на базе завода «Волгоцеммаш» создаётся спортивная секции альпинизма с регулярными тренировками, сборами, подготовка молодых в альпинистские лагеря (руководитель В. Репин). Ежегодное получение и распределение альпинистских путёвок. Майские соревнования на «Верблюде» по скалолазанию.
В 1972 году организована секция альпинизма на ВАЗе (организатор Е. Лебович, руководители В. Ашанин и Ю. Казаев).
В 1994 году организовался альпинистский клуб «Ушба».
Спортсмены из Тольятти неоднократно становились призёрами чемпионатов СССР, России. Покорены вершины на Кавказе, Памире, в Гималаях, Аргентине, Африки, Франции, Аляски, Пакистана, в том числе вершины мира Эверест — 1992, К2 — 1996, Нанга Парбат — 1997, Чангабанг — 1998 и другие.
Самые известные альпинисты Тольятти:
- Волков Андрей — мастер спорта международного класса, снежный барс, президент федерации альпинизма России с 2004 года[24]
- Душарин Иван — мастер спорта международного класса, снежный барс, вице-президент ФАР, председатель комитета по альпинизму, начальник учебной части ВГШ[24];
- Бенкин Владимир — мастер спорта, экс-председатель Куйбышевской областной федерации альпинизма, призёр чемпионата СССР;
- Бенкин Игорь — мастер спорта международного класса;
- Сабельников Илья — мастер спорта международного класса;
- Захаров Владимир — мастер спорта международного класса;
- Мариев Андрей — заслуженный мастер спорта;
- Шаров Олег — мастер спорта, призёр чемпионата СССР;
- Темирбаев Ринат — руководитель альпинистского клуба «Ушба».

### Карате
В Тольятти весьма популярны восточные единоборства, особенно карате. Городская школа боевых искусств «Союз» воспитала целый ряд спортсменов мирового уровня:
- Александр Герунов — пятикратный чемпион мира, чемпион Европы и семикратный чемпион России по карате, обладатель третьего дана чёрного пояса.
- Роман Тушдиев. *Татьяна Милевская — мастер спорта России.

### Парашютный спорт

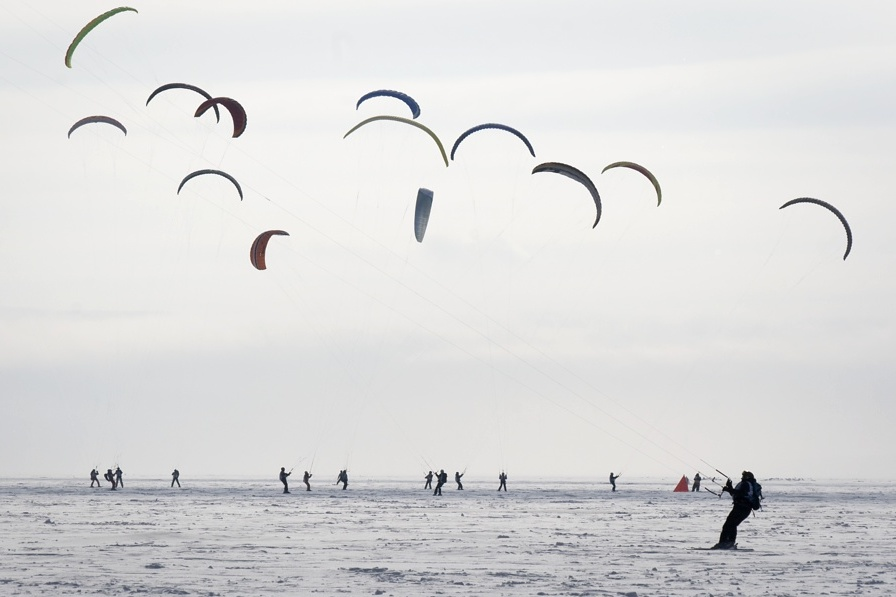
Ежегодные соревнования по сноукайтингу «Жигулёвское море» 2011

В Тольятти находится центр кайтинга Самарской области. Здесь есть все условия — открытое пространство Жигулёвского моря и сильный ветер. На этой акватории проводится Чемпионат области по сноукайтингу.

### Спидвей
Спидвей — один из популярнейших видов спорта в городе. История его развития ведёт отсчёт с 1967 года, когда при спортивно-техническом клубе ДОСААФ «Куйбышевгидростроя» была создана команда «Жигули», выступавшая в чемпионате СССР.
Базовой ареной для выступления всех спидвейных команд города является трек стадиона «Строитель»— единственный трек страны, соответствующий мировым стандартам. В 2009 году в Тольятти был финал личного чемпионата Европы.

#### Гаревый спидвей
В 1975 году «Жигули» впервые завоёвывает медали высшей лиги чемпионата — занимает третье место. В 1986 году — серебро.
В 1989—1990 годах клуб испытывал серьёзные материальные затруднения, вставал вопрос о полном прекращении существования команды. В составе не осталось взрослых гонщиков, не было ни новых мотоциклов, ни запчастей к старым.
В 1993 году ситуация кардинально меняется, у команды появляется спонсор: тольяттинская фирма «Мега-Лада». Закупается новая техника, приглашаются ведущие гонщики страны. Поменялся формат проведения гонок: каждая домашняя гонка клуба превращалась в общегородской праздник с концертами, лотереями, фейерверками.
В 1994 году команда впервые выигрывает чемпионат России. С тех пор команда по гаревому спидвею, сменившая имя на «Мега-Лада», стала самым титулованным клубом города: на её счету двенадцать чемпионских титулов и четыре завоёванных Кубка Европейских чемпионов. Команда стала безусловным лидером отечественного спидвея: за период 2000—2008 гг. она проиграла дома всего 1 гонку с разницей всего в 1 очко. Гонщики клуба неоднократно становятся чемпионами страны в гонках пар и в личных первенствах. Сборная команда России, в которую входили гонщики «Мега-Лады», заняла второе место в чемпионате мира. Тольяттинский гонщик Эмиль Сайфутдинов становился в 2007 и 2008 годах чемпионом мира по спидвею среди юниоров и впервые в истории российского спорта был включён в постоянный состав участников мировой серии Гран-При и розыгрыша звания чемпиона мира.
До сезона 2009 года клуб активно использовал в качестве легионеров лучших мотогонщиков мира: в её рядах выступали чемпион мира Ники Педерсен и вице-чемпион Ли Адамс.
После убийства президента клуба А. Степанова «Мега-Лада» столкнулась с серьёзными финансовыми проблемами, и в сезоне 2009 года заняла последнее место, не выиграв ни одной гонки.
«Мега-Лада» — не единственная спидвейная команда в истории Тольятти. В 1996 году в чемпионате России выступала «Мега-Лада-2», занявшая четвёртое место.

#### Ледовый спидвей

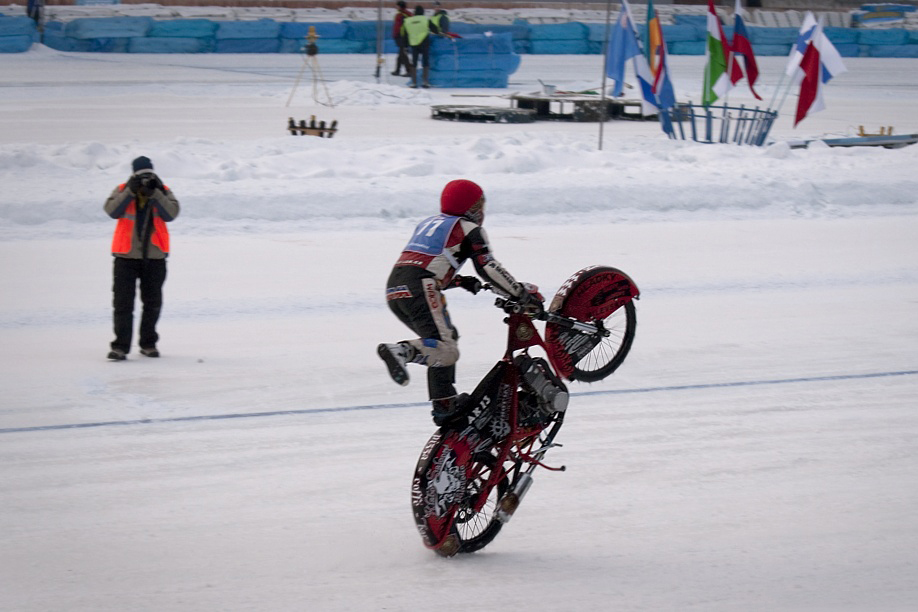
Финал личного чемпионата Европы, Тольятти, 2011

Спидвей на льду в городе появился немногим позже обычного, но долгое время именно на льду тольяттинские мотогонщики добивались больших успехов.
Анатолий Бондаренко в 1976 году стал бронзовым призёром чемпионата СССР, уже на следующий года он его выигрывает. В 1977 году Бондаренко становится серебряным призёром чемпионата мира, европейские журналисты прозвали его «Волжской молнией». В 1979 году Анатолий Бондаренко добился уникального успеха: в один сезон выиграл все возможные золотые медали. Он стал чемпионом мира в личном и командных первенствах, чемпионом СССР в личном и командном зачётах, а также чемпионом РСФСР. В последующие годы он ещё не раз занимал призовые места в чемпионатах страны и мира. Его брат Николай также становился чемпионом СССР.
Команда Куйбышевской области, составленная из тольяттинских гонщиков стала бронзовым призёром первого чемпионата СССР по спидвею на льду, в 1981 году завоевала серебряные медали, а в 1979 и 1982 годах становилась чемпионом.
В 2007 году руководство СТК «Мега-Лада» решило возобновить традиции ледового спидвея, и в городе появилась команда по ледовому спидвею также с названием «Мега-Лада», которая в первом же сезоне стала победителем первой лиги чемпионата страны и перешла в высшую. Всего за год существования спортсмены команды добились немалых личных достижений. Гонщик «Мега-Лады» Дмитрий Хомицевич стал вторым на личном чемпионате мира и первым на командном. Виталий Хомицевич выиграл личный чемпионат России, а Иван Иванов выиграл Кубок России.

#### Детский спидвей
В 1986 году в городе была создана спортивная секция для детей 14—16 лет по подготовке спортсменов для выступления в классе 125 см³.
В 1990 году в городе проводился финал чемпионата страны, в котором гонщики подросткового клуба «Жигулёнок» (под руководством тренера С. Засыпалова) завоевали звания чемпионов СССР. В последующие годы этот успех не раз был повторён.
С 2005 года на базе СТК «Мега-Лада» действует областная детско-юношеская спортивно-техническая школа по спидвею, финансируемая из областного бюджета. В школе занимается более 100 детей, которые изучают устройство мотоциклов и двигателей, углублённо занимаются английским языком. В их распоряжении единственный в стране детский трек с трибунами для зрителей, а также специально закупленные мотоциклы с объёмом двигателя 80 см³, на которых могут тренироваться даже 7-8 летние ребята.

### Туризм
Каждые вторые выходные июня у подножия Молодецкого кургана проходит Захаровский слёт — фестиваль для бардов, туристов и спортсменов. В спортивной программе слёта проводятся соревнования по рогейну и спортивному ориентированию, волейболу и футболу, пешеходному и горному туризму, велосоревнования по кросс-кантри и велотриалу. Работает детская спортивная площадка.
Каждую весну более 40 лет проводится «Жигулёвская кругосветка» — спуск на ялах вокруг Самарской Луки, а затем спуск по р. Усе и возвращение обратно в Тольятти.
Со времени основания Тольятти ежегодно в конце сентября проводится городской слёт туристов «Золотая осень» — старейшее туристское мероприятие Самарской области, проведение которого ни на год не прерывалось. Программа слёта включает соревнования по технике водного туризма, туристскую полосу препятствий, туристские навыки, ночное спортивное ориентирование, футбол, волейбол, конкурсы поваров, песни, туристских газет, отчётов о туристских путешествиях. «Золотая осень» — слёт экологически чистый, конкурс биваков на слёте — основной вид программы. Мероприятие проводится практически на общественных началах энтузиастами спортивного туризма, в организации широко практикуется принцип самоуправления.
Наличие Самарской Луки обусловило возможность проведения соревнований по разным видам туризма. Ежегодно по маршруту «Жигулёвской кругосветки» проводятся «скоростные кругосветки»: июнь — водная, июль — велосипедная, ноябрь — пешеходная, февраль — лыжная. Соревнования являются экстремальными. В отличие от весеннего водного похода на ялах, продолжающегося 10 дней, «скоростные кругосветки» проводятся в режиме нон-стоп и проводятся в течение двух выходных дней.

### Шахматы
В 1974 году заработал городской шахматный клуб имени Анатолия Карпова однако в начале 2000-х годов у клуба возникли проблемы с продлением аренды на муниципальное помещение. Однако в 2003 году в городе появилась СДЮСШОР № 4 «Шахматы», на базе которой появилась Шахматная школа международного гроссмейстера Юрия Яковича, занимающаяся специализированной подготовкой юных спортсменов. Условия созданные в школе привлекают юных спортсменов со всей России: специально заниматься шахматами в город приехали Иван Букавшин и Дарсен Санжаев. Выпускники школы добивались значительных успехов в шахматном мире: Дмитрий Фрольянов в 20 лет стал международным гроссмейстером, Иван Букавшин стал чемпионом Европы 2008 в своей возрастной группе, а Дарсен Санжаев стал в 2008 бронзовым призёром чемпионата Европы по быстрым шахматам.
В городе проводился полуфинал первенства СССР, чемпионат России по шахматам среди клубов, первенство России среди юниоров, этап розыгрыша Кубка России. Регулярно проводятся соревнования городского и областного уровня. Также проводится чемпионат города среди воспитанников детских садов.
В шахматном клубе, созданном при ОАО «АВТОВАЗ» среди преподавателей международные гроссмейстеры Арсений Алавкин и Павел Скачков.

## Спортивные сооружения
В Тольятти построены дворец спорта, 3 спортивных комплекса, 4 стадиона, 4 яхт-клуба, 3 бассейна и множество других спортивных объектов:
- Дворец спорта «Волгарь»,

### Стадионы
- стадион «Торпедо»,
- стадион «Труд»,
- Искра,
- Дружба.

### Спортивные комплексы
- универсальный спорткомплекс «Олимп»,
- «Акробат»,
- «Спутник»,
- «Кристалл»,
- СТК имени А. Степанова.
- Универсальный спортивный комплекс ЦСК ВВС
- Ледовый дворец «Лада — Арена», открыт 9 августа 2013 г.

### Плавательные бассейны
- «Дельфин»,
- «Старт»,
- «Бассейн Тольяттинского государственного университета»,
- «Олимп».
- Плавательный бассейн Универсального спортивного комплекса ЦСК ВВС

### Лыжные центры
- спортивный парк «Спин-Спорт», (горные лыжи, сноуборд, теннис),
- Лыжный комплекс АвтоВАЗа.

### Стрелковые центры
- стрелковый комплекс «Ловчий+» (спортинг, лук и арбалет),
- Пейнтбольный клуб «Легион»
- Пейнтбольный клуб «Снайпер»
- Пейнтбольный клуб «DивиZион»
- Пейнтбольный клуб «Белый Леопард»
- Пейнтбольный клуб «Викинги»
- Пейнтбольный клуб «Русич»
- Бойцовский клуб
- лазерстрайковый центр.

### Прочие сооружения
- конно-спортивная база,
- 4 яхт-клуба,
- «Тольятти-Гольф-Центр».